# Takezo Kensei
Pour les articles homonymes, voir Monroe.
Takezo Kensei, également connu sous le nom d'Adam Monroe (le personnage possède des dizaines de noms, et son nom de naissance est inconnu), est un personnage de fiction du feuilleton télévisé américain Heroes (NBC), interprété par David Anders. C'est le samouraï dont Hiro Nakamura admire les exploits. Bien que Takezo Kensei existe, c'est Hiro qui accomplira ses exploits en tentant de corriger les erreurs de son voyage dans le passé.

## Takezo Kensei
On voit Takezo Kensei pour la première fois lorsque Hiro Nakamura se téléporte dans le passé après son combat contre Sylar. Il tombe alors sur une personne portant la bannière de Kensei, et le sauve (celui portant la bannière se fait tirer des flèches). Il est alors surpris : la personne qui porte la bannière n'est pas Takezo Kensei mais une mercenaire, payé par le samouraï pour faire diversion. Le vrai Kensei était en fait caché dans les environs et attendait de pouvoir tuer sa cible.
Kensei révèle aussi un autre secret à Hiro : il n'est pas japonais. Lorsqu'il retire son casque, il laisse apparaître des cheveux blonds. Il vient en réalité d'Angleterre, et a choisi de rester au Japon pour devenir riche. Il n'a, à première vue, rien d'un héros de légende : il est grossier, utilise des subterfuges, et se révèle être alcoolique. L'intervention de Hiro a de plus changé le passé, car Kensei n'a pas pu sauver le village qu'il était censé défendre. La fille du forgeron, furieuse, le gifle dès qu'elle l'aperçoit. 
Hiro tente alors par tous les moyens de le convaincre de devenir le héros de légendes, pour conquérir la main de Yaeko. Une fois son pouvoir découvert, Hiro va jusqu'à l'abandonner contre toute une armée de guerriers en furie. Kensei parvient tout de même à s'en sortir. Il se met alors à enchaîner les exploits.
Cependant, Hiro tombe amoureux de Yaeko, et celle-ci se rend compte que les premiers exploits de Kensei sont en fait l'œuvre de Hiro (elle le croit même auteur de tous les exploits de Kensei). Elle tombe aussi amoureuse de lui. Mais Kensei s'en rend compte.
Il trahit alors Hiro, Yaeko, le père de la jeune femme qu'il avait libéré, et se range aux côtés de Barbe Blanche, un guerrier voulant renverser l'Empereur.
Il combat ensuite Hiro dans un entrepôt de fusils rempli de poudre (que Hiro a au préalable enflammé). Il est vaincu par ce dernier, et Hiro s'échappe au moment de l'explosion de l'entrepôt. Kensei est alors enseveli sous les décombres et ne réapparaît plus. Juste avant, il promet à Hiro de détruire tout ce que le jeune japonais chérit.
La légende de Takezo Kensei se transmet alors par Yaeko lorsque Hiro rentre dans le futur.

## Adam Monroe
Adam est présent à Coyote Sands dans les années 60, en tant que militaire. 
Takezo Kensei réapparaît 400 ans plus tard sous le nom d'Adam Monroe, le mentor de M. Linderman et Maury Parkman. Son pouvoir lui a permis de traverser les âges. C'est l'un des fondateurs de la Compagnie, il est arrêté par Kaito Nakamura pour avoir tenté de répandre la souche 138 du virus Shanti.
Il est alors mis en détention pendant 30 ans dans une cellule voisine de celle que Peter Petrelli occupe lorsqu'il est capturé par la Compagnie. Il lui révèle alors que la Compagnie n'a aucune intention d'aider Peter à effacer ses capacités, mais qu'elle veut le garder prisonnier. Il gagne ainsi la confiance de Peter qui l'aide à s'échapper car le sang d'Adam peut soigner les blessures de celui à qui il est injecté. Ils soignent donc Nathan Petrelli et tentent de s'enfuir mais sont rattrapés par Ella Bishop et le Haïtien. Adam s'enfuit en donnant rendez-vous à Peter dans un entrepôt. Durant ce laps de temps, il décide de se venger des membres de la compagnie pour l'avoir enfermé pendant 30 ans. Il tue Kaito Nakamura en se jetant avec lui du haut d'un immeuble et demande à son disciple de tuer Bob Bishop et Angela Petrelli. Il est cependant vu par Hiro Nakamura lorsqu'il tue Kaito.
Il rejoint Peter au point de rendez-vous, est foudroyé car Peter a perdu ses souvenirs et l'aide à récupérer la mémoire. Il apprend alors que Peter, qui a la capacité d'aller dans le futur, a vu que le virus a décimé 93 % de la population. Adam a donc réussi à le libérer. Ils décident d'aller parler à Victoria Pratt pour connaître l'emplacement de la souche.
Il tue Victoria Pratt et se dirige avec Peter jusqu'au laboratoire au Texas. Il tente en vain de répandre le virus mais est stoppé par Hiro, qui l'emprisonne dans un cercueil, qu'il enterre aux côtés de celui de son père.
Il est cependant libéré par Hiro qui veut retrouver la formule de son père. Adam parvient à lui fausser compagnie mais il est capturé par Knox, qui l'emmène à Pinehearst, où l'ancien samourai se retrouve face à Arthur Petrelli qui lui vole son pouvoir, entraînant la mort du "jeune" homme.
Adam apparaît lorsque Hiro est entre la vie et la mort, en tant qu'adversaire du japonais. Ils se combattent à l'épée, mais le voyageur temporel parvient à le vaincre.

## Pouvoirs
- Adam a la capacité de se régénérer à très grande vitesse. En l'an 1671, son pouvoir semble plus lent. En 2007, il est autant voire plus puissant que celui de Claire Bennet, qui possède une aptitude similaire. Son pouvoir lui permet de se faire tirer dessus sans prendre trop de risques, ou encore de sauter dans le vide pour s'échapper ou tuer, comme il le fait pour Kaito Nakamura. Il se fait foudroyer à plusieurs reprises par Ella Bishop ou Peter Petrelli. De plus, en 1671, il se fait transpercer par des épées et des flèches sans aucun dommage.
- Son sang peut guerir toutes les blessures si on l'injecte.
- Adam révèle cependant qu'il n'est pas immortel. En 1671, il demande à Hiro si celui-ci va lui trancher la tête pour le tuer. Plus tard, lors de la rencontre de Victoria Pratt, il préfère la tuer plutôt que de la laisser tirer sur Peter, et lui annonce qu'une balle dans la tête peut être fatale. 
- Enfin, son pouvoir lui permet de ne pas vieillir. Adam est donc âgé de 400 ans. Sa longue vie lui montre toutes les horreurs dont l'humanité est capable, et il se met alors dans la tête de la détruire.
Dans la saison 3, il se fait voler son pouvoir, et alors son âge réel reprend ses droits : Adam tombe instantanément en poussière.